# مهدی شب‌زنده‌دار
محمدمهدی شب‌زنده‌دار جهرمی (زادهٔ ۱۳۳۲) روحانی ایرانی و از جمله مجتهدین و مدرسین حوزه‌های علمیه شیعی و از استادان مطرح درس خارج فقه و اصول و اخلاق حوزه علمیه قم است. او عضو فقهای شورای نگهبان، عضو جامعه مدرسین حوزه علمیه قم و دبیر شورای عالی حوزه‌های علمیه می‌باشد.

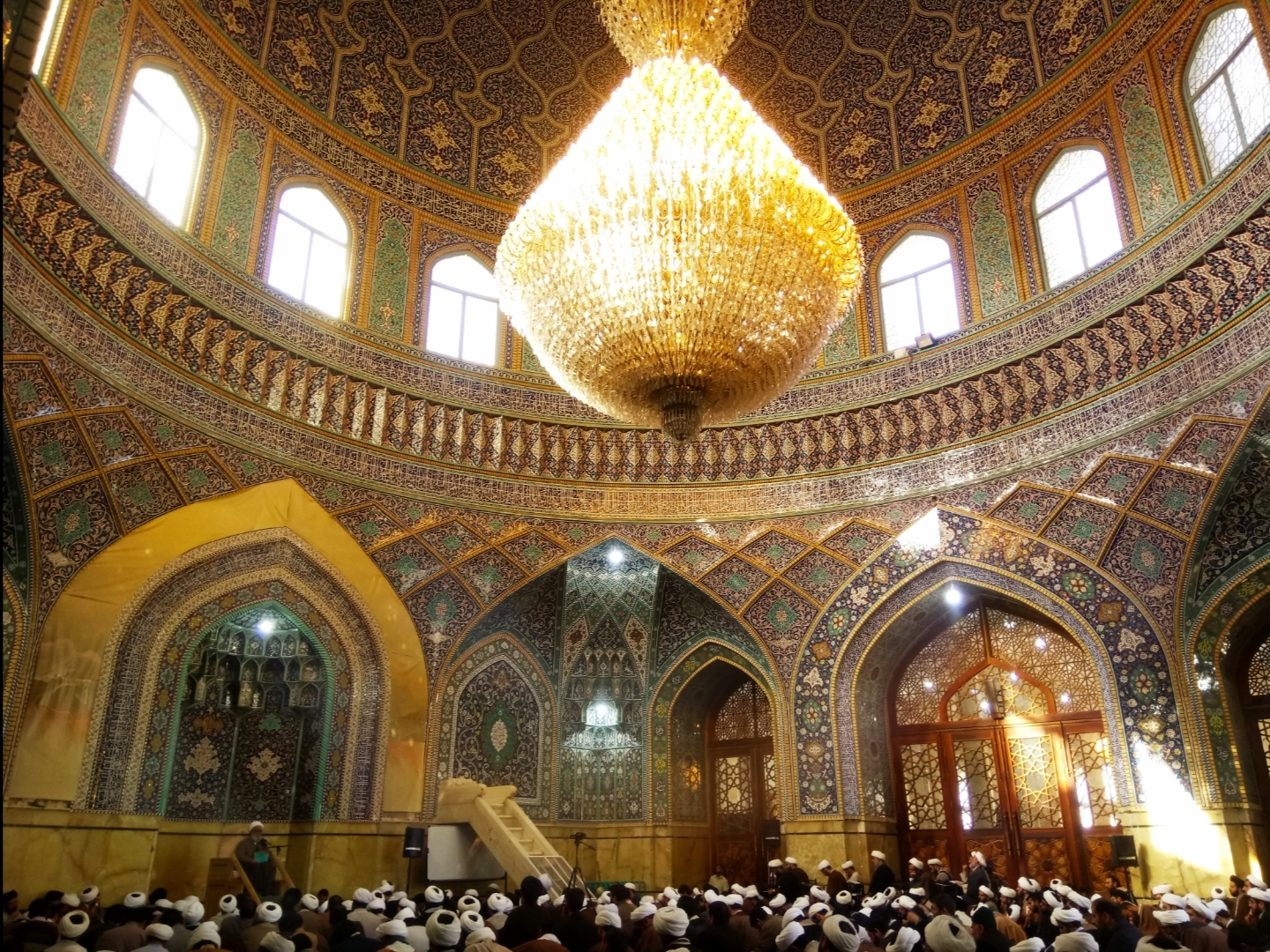
جلسه درس خارج شب‌زنده‌دار در مسجد اعظم قم(۱۳۹۸ش)

## تبار و مسئولیت‌ها
وی فرزند حسین شب‌زنده‌دار جهرمی  است.شب‌زنده‌دار مدیر مؤسسه آموزشی-تحقیقاتی بقیةالله می‌باشد که به صورت تخصصی بر پرورش طلاب در علم فقه و اصول نقش دارد. وی عضو جامعه مدرسین حوزه علمیه قم و عضو و دبیر شورای عالی حوزه و نماینده پیشین شورای عالی حوزه در هیئت امنای مرکز جهانی علوم اسلامی و سازمان مدارس خارج از کشور بوده و ریاست مجمع مشورتی فقهی شورای نگهبان را بر عهده دارد. ایشان عضو هیئت امناء جامعة المصطفی می‌باشد
او از مدرسین بنام حوزه علمیه قم بشمار می‌رود که در مسجد اعظم قم به تدریس خارج فقه و اصول اشتغال دارد و جمعیت زیادی از طلاب در درس وی شرکت می‌کنند.
در پی درگذشت غلامرضا رضوانی، در فروردین ماه سال ۱۳۹۲، محمدمهدی شب‌زنده‌دار، تیر ماه همان سال با حکم سید علی خامنه‌ای رهبر جمهوری اسلامی ایران عضو شورای نگهبان شد. طبق قانون، فقهای شورای نگهبان عضو حقوقی مجمع تشخیص مصلحت نظام نیز هستند. او در ۲۴ تیر ماه ۱۴۰۱ با حکم سید علی خامنه‌ای در سمتش ابقاء شد.

## کتاب الفائق فی الاصول
دفتر فقه معاصر که از اردیبهشت ماه ۱۳۹۵ کار خود را تحت اشراف محمد مهدی شب زنده‌دار و شورای علمی متشکل از ایشان و آقایان شهیدی، شوپایی، مدرسی یزدی، عندلیب و قائنی آغاز نموده‌است؛ بیش از دو سال و نیم تلاش بی‌وقفه به پیشبرد حداکثری اهداف تعیین شده خود دست‌یافته‌ است. یکی از دستاوردهای این دفتر، کتاب الفائق فی الاصول است که دربارهٔ مسائل مستحدثه بحث می‌کند. ناگفته نماند که این دفتر، دست به تألیف آثاری در حوزه فقه معاصر نیز زده است.

## تحصیلات
شب‌زنده‌دار در سال ۱۳۴۵ تحصیلات حوزوی خود را آغاز کرد. دروس مقدمات و سطح را نزد پدرش حسین شب زنده‌دار جهرمی و سیدحسن طاهری خرم‌آبادی، علی مشکینی، محمد مؤمن، احمد جنتی، جعفر سبحانی، مصلحی اراکی و ستوده فرا گرفت؛ وی دروس فلسفه و کلام را از سیدرضا صدر، محمد تقی مصباح یزدی، عبدالله جوادی آملی، حسن حسن‌زاده آملی، ابراهیم امینی و یحیی انصاری شیرازی بهره برد. استادان برجسته او در دروس خارج فقه و اصول، کاظم قاروبی تبریزی، مرتضی حائری یزدی، حسین وحید خراسانی، میرزا جواد تبریزی و سید موسی شبیری زنجانی بوده‌اند.
شب‌زنده‌دار سال‌های متمادی دروس سطح و مقدمات حوزه علمیه را تدریس کرده و بیش از ۲۰ سال است که به تدریس خارج فقه و اصول در قم اشتغال دارد.

## مجمع مشورتی شورای نگهبان
این مجمع، مشاوره فقهی، به موارد ارسالی از شورای نگهبان ارائه می‌دهد. مجمع مشورتی شورای نگهبان، با پیشنهاد احمد جنتی و موافقت سید علی خامنه‌ای و به ریاست سید حسن طاهری خرم‌آبادی در تیر ماه ۱۳۸۰ تشکیل شد. هم‌اکنون ریاست این مجمع بر عهده محمدمهدی شب‌زنده‌دار‌ است.